# Athetis elephantula
Athetis elephantula là một loài bướm đêm trong họ Noctuidae.